# 寰宇天下
22°12′40″N 113°33′16″E / 22.2111522°N 113.5543827°E
寰宇天下是一座位於澳門北區的高級住宅，發展商為中國海外發展。寰宇天下於2007年建成，設有5座住宅大廈，共有1021個單位及約800個車位 。
2012年7月，颱風韋森特吹襲引致澳門懸掛九號風球，寰宇天下20個單位的玻璃窗被強風吹破。2017年8月，颱風天鴿吹襲引致澳門懸掛十號風球，寰宇天下數量更多的單位之玻璃窗被強風吹破，附近幾個屋苑也無一幸免。2018年9月，颱風山竹，令到平台位置的玻璃脫落。

## 引用資料
1. ↑  澳門寰宇天下銷情熱 蘋果日報，2005年10月01日
2. ↑  . 澳門日報. 2012年7月25日.
3. ↑  澳門千萬豪宅 大量單位玻璃窗被天鴿吹爆 網民轟豆腐渣 （页面存档备份，存于） 立場新聞，2017年08月24日
4. ↑  . 蘋果日報. 2018-09-16  [2018-09-17]. （原始内容存档于2018-09-16）.